# Боровець (Крупський район)
Боровець (біл. вёска Баравец) — село в складі Крупського району Мінської області, Білорусь. Село підпорядковане Бобрській сільській раді, розташоване в східній частині області.